# Pinanga celebica
Pinanga celebica là loài thực vật có hoa thuộc họ Arecaceae. Loài này được Scheff. miêu tả khoa học đầu tiên năm 1871.